# T-2-Toxin
T-2-Toxin ist ein Mykotoxin (Gift der Schimmelpilze) aus der Gruppe der Trichothecene und ein Fusarium-Toxin. Es zählt zu den Typ-A-Trichothecenen und entsteht als Stoffwechselprodukt von Pilzen verschiedener Gattungen, hauptsächlich von Mitgliedern der Gattung Fusarium, so etwa von Fusarium sporotrichioides und Fusarium tricinctum.

## Toxikologie
Das Toxin wirkt sowohl auf Säugetiere, als auch auf Vögel giftig, mit oralen LD50-Werten zwischen 1 und 4 mg/kg Körpergewicht. Bei einigen Tierarten (Rind, Maus, Schwein) erzeugte die Gabe Magenbluten, Durchfall und Schläfrigkeit. Eine krebserzeugende Wirkung bei verschiedenen Tieren ist nachgewiesen.